# Сюрте
Сюрте (фр. Sûreté, «безопасность») — сокращённое разговорное название различных спецслужб, существовавших в прошлом во Франции. Под этим названием известна, в частности, особая бригада парижской полиции из бывших уголовников, созданная Эженом Франсуа Видоком в 1811 году.
В 1853 году, во время Второй империи, было создано Управление общей безопасности (фр. Direction de la Sûreté générale) как орган политической полиции.
С 1854 года эта организация назвалась Главным управлением общественной безопасности (фр. Direction générale de la Sûreté publique). До 1907 года она занималась только политическими делами и контрразведкой, но с 1907 года она стала выполнять и функции криминальной полиции.
В 1934 году, после дела Ставиского, она была переименована в Генеральную дирекцию национальной безопасности, которая просуществовала до 1966 года.